# هورنت دکرز
هورنت دکرز (انگلیسی: Hurnet Dekkers؛ زادهٔ ۸ مهٔ ۱۹۷۴) قایقران روئینگ اهل پادشاهی هلند است.